# Брёндаль, Вигго
Вигго Брёндаль (дат. Viggo Brøndal; 13 октября 1887, Копенгаген, — 14 декабря 1942, там же) — датский учёный, филолог, специалист по романскому и общему языкознанию, педагог, профессор романских языков и литературы в Копенгагенском университете.
Один из основателей Копенгагенского лингвистического кружка.
Представитель копенгагенской школы структурализма.

## Биография
Получил традиционное филологическое образование в университете Копенгагена. Ученик Харальда Гёффдинга, в 1912—1913 продолжил учёбу в Париже под руководством лингвистов Антуана Мейе и Жозефа Бедье.
В 1917 защитил докторскую диссертацию. С 1925 по 1928 год читал лекции в Сорбонне, с 1928 года до своей смерти — профессор романской филологии в университете Копенгагена.
В 1931 году вместе с Луи Ельмслевом по образцу Пражского лингвистического кружка основал Копенгагенский лингвистический кружок. Сотрудничал с созданным им в 1939 г. журналом Acta Linguistica.
В своих работах дал опыт построения универсальной грамматики на логических принципах; особый интерес представляет его монография о предлогах (1950).
Исследовал логическую структуру языков, в частности, французского языка. Его исследования привели к созданию теории отношений между языковыми элементами, которая получила большое признание среди классического структурализма.
Автор трудов о французском абстрактном языке (1926), теории предлогов (1940), частях речи (1928), морфологии и синтаксисе (1932), очерков по общему языкознанию (1943).

## Избранные публикации
- Morfologiog syntax…, Kbh., 1932;
- Essais de linguistique générale, Cph., 1943;
- Théorie des prépositions, Cph., 1950; в рус. пер. — Структуральная лингвистика, в кн.: Хрестоматия по истории языкознания XIX—XX веков, М., 1956.
- Ordklasserne. Studier over de sprolige Kategorier, Kopenhagen 1928
- Morfologi og syntax, Kopenhagen 1932
- Praepositionernes theori, Kopenhagen 1940
- Essais de linguistique générale, Kopenhagen 1943.